# 太陽になりたい (原田知世の曲)
「太陽になりたい」（たいようになりたい）は原田知世の13枚目のシングル。1988年4月27日にCBS・ソニーよりリリースされた。

## 概要
表題曲「太陽になりたい」は、原田本人が出演したトヨタ自動車 ″カローラII″のCMソングとして使用された。
B面曲「本日晴天」は、原田本人が主演を務めたNHK銀河テレビ小説『しあわせ志願』の主題歌として使用された。
ジャケットは二つ折り見開きタイプとなっており、2枚の全く異なる写真が用いられ、両A面を思わせる仕様となっている。

### チャート成績
オリコンチャートの最高順位は週間17位、登場週数は8週となり、累計およそ5.5万枚のセールスを記録した。

## 収録曲
| #         | タイトル           | 作詞       | 作曲      | 編曲      | 時間 |
| --------- | ------------------ | ---------- | --------- | --------- | ---- |
| 1.        | 「太陽になりたい」 | 谷穂ちろる | 後藤次利  | 後藤次利  | 3:47 |
| 2.        | 「本日晴天」       | 谷穂ちろる | 松浦雅也  | 後藤次利  | 3:59 |
| 合計時間: | 合計時間:          | 合計時間:  | 合計時間: | 合計時間: | 7:46 |

## 収録アルバム
太陽になりたい
- ベスト・アルバム『シングル・コレクション '82〜'88』（1988年9月1日）- CBS/SONY
- ベスト・アルバム『GOLDEN J-POP/THE BEST 原田知世』(1998年8月21日）- Sony Music Entertainment)[5]
- ベスト・アルバム『2000 BEST 原田知世』(2000年7月19日）- Sony Music Entertainment[6]
- CD-BOX『TOMOYO 80's Complete Box』〈通販限定〉 (2011年6月29日）- Sony Music Entertainment[7]

本日晴天
- ベスト・アルバム『GOLDEN J-POP/THE BEST 原田知世』(1998年8月21日）- Sony Music Entertainment
- CD-BOX『TOMOYO 80's Complete Box』〈通販限定〉 (2011年6月29日）- Sony Music Entertainment

## 参考資料
アイドル・ポップ・データベース